# Oliver Schöpf
Oliver Schöpf (* 18. Juli 1990 in Bruck an der Mur) ist ein österreichischer Fußballspieler auf der Position eines Stürmers.

## Karriere
Schöpf begann seine aktive Karriere als Fußballspieler, kurz vor seinem sechsten Geburtstag, im Jahre 1996 im Nachwuchsbereich der Kapfenberger SV. Dort durchlief er alle Jugendspielklassen des Vereines und wechselte später ins Jugendnachwuchszentrum der Stadt Kapfenberg, wo er ebenfalls einige Jahre zum Einsatz kam.
Sein Debüt als Profifußballspieler für die Zweitligamannschaft der Kapfenberger SV gab er bereits im Alter von 15 Jahren und 123 Tagen am 18. November 2005 in der Partie gegen den LASK Linz. Im Meisterschaftsspiel der 19. Runde der Saison 2005/06 wurde Schöpf in der 53. Spielminute für René Gartler eingewechselt; das Spiel endete nach vier Toren von Ivica Vastić (davon drei Tore aus direkten Freistößen) in einer 1:5-Niederlage der Kapfenberger. Mit diesem Pflichtspieldebüt für eine Profimannschaft war Schöpf einer der jüngsten Spieler Österreichs, denen ein Profiauftritt in solch jungen Jahren gewährt wurde.
Noch in derselben Saison folgte für den jungen Steirer ein weiterer Kurzeinsatz, als er am 21. Spieltag beim 2:0-Auswärtssieg über den SC Schwanenstadt ab der 89. Spielminute Philipp Seebacher im Mittelfeld ersetzte.
Nebenbei absolvierte Schöpf seit dem Jahre 2005 mehrere Ligaspiele für die zweite Kampfmannschaft der Kapfenberger SV, in der fünftklassigen steirischen Oberliga Nord. Am Ende der Saison 2006/07 wurde er mit dem SV Kapfenberg II / Austria Kapfenberg Meister der Oberliga Nord, nachdem die Mannschaft bereits ab der elften von 26 Runden den 1. Tabellenplatz eingenommen hatte. Mit seinen sechs Treffern in dieser Saison war Schöpf hinter Michael Rabko (12 Tore) und Oliver Wohlmuth (11 Tore) drittbester Torschütze des Teams und war damit auch einer der Hauptverantwortlichen für den Aufstieg in die viertklassige steirische Landesliga.
In der Saison 2007/08 kam Schöpf, nach fast zwei Jahren Abstinenz vom Profifußball, erneut zu zwei Einsätzen für die Erste-Liga-Mannschaft der Obersteirer. Zum einen stand er am 31. August 2007 beim 4:1-Heimsieg über den FC Gratkorn auf dem Spielfeld; zum anderen kam er am 16. Mai 2008 beim 3:1-Auswärtssieg ab der 84. Minute abermals zu einem Kurzeinsatz. Durch seine zwei Kurzeinsätze in der Meisterschaft und dem 1. Tabellenplatz am Ende der Saison war Schöpf berechtigt, sich Meister der zweitklassigen Ersten Liga zu nennen.
Nachdem er in der Saison 2008/09 nicht im Kader der Bundesligamannschaft geführt worden und nur im Amateurteam des Vereins zum Einsatz gekommen war, rückte er zu Beginn der Saison 2009/10 ein weiteres Mal in den Profikader auf und wartet seitdem auf seinen ersten Einsatz in der höchsten Spielklasse Österreichs. Schöpf kam zu keinem Einsatz in der Bundesligamannschaft der Kapfenberger. Im Sommer 2010 wurde er an den DSV Leoben verliehen und im darauffolgenden Sommer an den FC Gratkorn verkauft. Ab 2013 spielte Schöpf für den fünftklassigen FC Lankowitz, mit dem er 2015 in die Landesliga aufstieg.
Zur Saison 2015/16 schloss er sich dem Regionalligisten SC Kalsdorf an. Für Kalsdorf kam er zu 16 Einsätzen in der Regionalliga. In der Winterpause wechselte Schöpf zum sechstklassigen Grazer AK. Für den GAK absolvierte er sechs Spiele in der Unterliga und stieg zu Saisonende in die Oberliga auf. Zur Saison 2016/17 wechselte er zum viertklassigen SV Lebring und schloss sich im Sommer 2021 dem Ligakonkurrenten SC Fürstenfeld an.

## Erfolge
- 1× Meister der Oberliga Nord: 2006/07
- 1× Österreichischer Zweitligameister (Erste Liga): 2007/08